# فانا هودل
فانا هودل (تولد ۱ اوت ۱۹۵۱ - مرگ ۳۰ سپتامبر ۲۰۱۷) یک نویسنده و سخنران انگیزشی آمریکایی بود که کتاب شرح حالی با عنوان یک روز تیره خواهد شد: شروع مرموز فانا هودل را نوشت. در این کتاب به آغاز غیرعادی ارتباطش با پدربزرگش جورج هودل می‌پردازد که مظنون اصلی راز قتل کوکب سیاه بود.

## زندگی شخصی
هودل دو فرزند به نام‌های ایوت جنتایل و راشا پکورارو داشت. در فوریه سال ۲۰۱۹، اعلام شد که جنتایل و پکورارو درحال ساخت پادکستی تحت عنوان ریشه شر هستند که به کاوش بیشتر کتاب، اقتباس تلویزیونی و تاریخچه خانوادگیشان می‌پردازد.
در فوریه ۲۰۱۹ پادکست هشت قسمتی ریشه شر: داستان واقعی خانواده هودل و کوکب سیاه به تهیه کنندگی کیدنس۱۳ و تی ان تی عرضه شد. این برنامه هشت هفته پیاپی پخش شد و در آمریکا رتبه اول پادکست را از آن خود کرد.

## مرگ
هودل در ۳۰ سپتامبر ۲۰۱۷ در ۶۶سالگی بر اثر سرطان سینه درگذشت.

## فیلم‌شناسی
- من شب هستم (مجموعه تلویزیونی ۲۰۱۹؛ نویسنده، تهیه‌کننده)